# Alessandra Cappa
Alessandra Cappa (Verona, 19 de mayo de 1982) es una deportista italiana que compitió en natación. Ganó una medalla de bronce en el Campeonato Europeo de Natación de 2004, en la prueba de 50 m espalda.

## Palmarés internacional
| Campeonato Europeo | Campeonato Europeo | Campeonato Europeo | Campeonato Europeo |
| Año                | Lugar              | Medalla            | Prueba             |
| ------------------ | ------------------ | ------------------ | ------------------ |
| 2004               | Madrid (España)    | Medalla de bronce  | 50 m espalda       |